# Maria Smirnova
Major Maria Smirnova (Tver, Rússia, 31 de março de 1920 — Rússia, 10 de julho de 2002) foi uma líder de esquadrão da força armada Bruxas da Noite, pertencente à União Soviética durante a Segunda Guerra Mundial. Devido ao êxito militar durante a guerra, foi honrada com o título de Herói da União Soviética.

## Carreira
De origem pobre, Maria Smirnova nasceu em 1920, na Rússia. Estudou o ensino primário em uma escola local, porém, aos treze anos, frequentou a universidade de Tver. Após a graduação, Smirnova começou a trabalhar como professora de ensino secundário. A escola era localizada em um aeródromo, dando oportunidade à militar de ver aeronaves pela primeira vez. As aulas de voo começaram em 1937, ganhando certificados de piloto e instrutor de voo da Força Aérea Soviética.
Em 1941, Smirnova respondeu a um apelo na Rádio de Moscou, para que as mulheres se juntassem às forças aéreas da União Soviética. Após o treinamento nas cidades de Engels e Oblast de Saratov, Smirnova recebeu a atribuição de comandante do esquadrão adjunto Bruxas da Noite. Sua primeira missão foi realizada em 8 de junho de 1942. Após a morte do comandante do esquadrão durante a missão, Smirnova ocupou o seu lugar. Oito meses após as missões do combate, o esquadrão foi renomeado para o 46º Regimento de Aviação de bombeiros Noturnos da Península de Taman.
Smirnova trabalhou no esquadrão com total dedicação. Devido a alguns prolemas de saúde, a militar foi enviada para um centro de recreação para que pudesse retomar ao trabalho. Voando em aeronaves como Polikarpov I-16, Smirnova e a força armada Bruxas da Noite se acostumaram a atacar alvos que se defendiam com defesa antiaérea. No final da guerra, Smirnova foi um dos 23 membros do esquadrão a serem reconhecidos como Herói da União Soviética. Ganhou, além disso, honrarias como Ordem de Lenin, Ordem de Santo Alexandre Nevsky e Ordem da Estrela Vermelha.
Inclusa desde 1941 no Exército Vermelho, devido ao declínio de sua saúde, não conseguiu continuar servindo à aviação militar, pois os exames médicos comprovavam sua inaptidão. Em março de 1945, foi enviada para a Academia de Engenharia Aeronáutica Zhukovsky, com a companhia de Yekaterina Ryabova.